# Helene Neumann

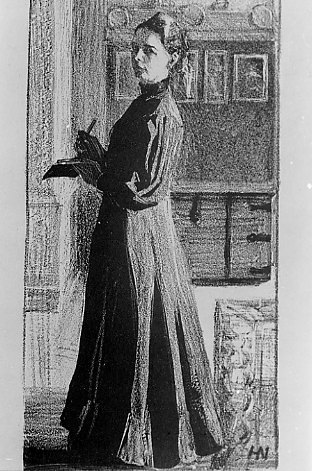
Selbstbildnis (Radierung)

Helene Neumann (* 14. März 1874 in Königsberg i. Pr.; † 2. Juni 1942 in Rauschen) war eine Königsberger Malerin und Graphikerin. Sie war Vorsitzende des Königsberger Hausfrauenbundes.

## Herkunft
Helene Neumann war die Urenkelin von Karl Gottfried Hagen (1749–1829), dem Begründer der wissenschaftlichen Pharmazie für Deutschland, und Enkelin des Physikers Franz Ernst Neumann (1798–1895). Ihr Vater war der Königsberger Pathologe und Hämatologe Ernst Neumann (1834–1918), ihr Bruder der Mathematiker Ernst Richard Neumann (1875–1955). Weiterhin war sie die Großnichte von Ernst August Hagen (1797–1880), dem ersten Kunstprofessor an der Albertina, der 1845 die Kunstakademie mitbegründet hatte.

## Leben
Bereits während des Besuchs der höheren Töchterschule in Königsberg wurde ihre mathematische und künstlerische Begabung durch privaten Zusatzunterricht gefördert. Nach dem Abitur absolvierte Helene Neumann ihre Ausbildung zur Graphikerin von 1897 bis 1900 in München bei Peter Halm, Ernst Neumann und Heinrich Wolff sowie bei Louis Jacobi aus Berlin. 1902 trat sie in die neu errichtete Damenklasse H. Wolffs an der Kunstakademie Königsberg ein. Hierzu schrieb sie:

„Heinrich Wolff ist mir stets ein guter Berater. Er öffnete mir den Blick für das wunderbare Licht in Küstennähe, bes. auf der Kurischen Nehrung, so daß es mich alsbald im Frühling dorthin zieht. Die Lithographien mit dem zarten Grün der Blätter neben den Grautönen der Baumstämme erfreuen sich großer Beliebtheit, auch bei Wolff. Das spornt natürlich an...“

## Künstlerische Tätigkeit

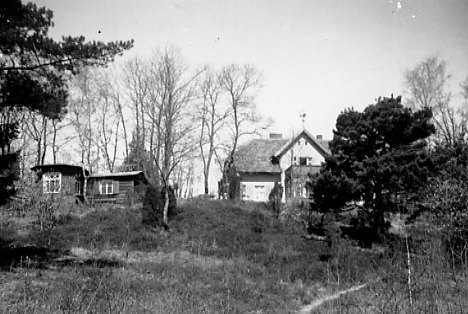
Das Haus der Künstlerin in Rauschen, Karlstraße mit Studienpavillon des Vaters Ernst Chr. Neumann, Hämatologe

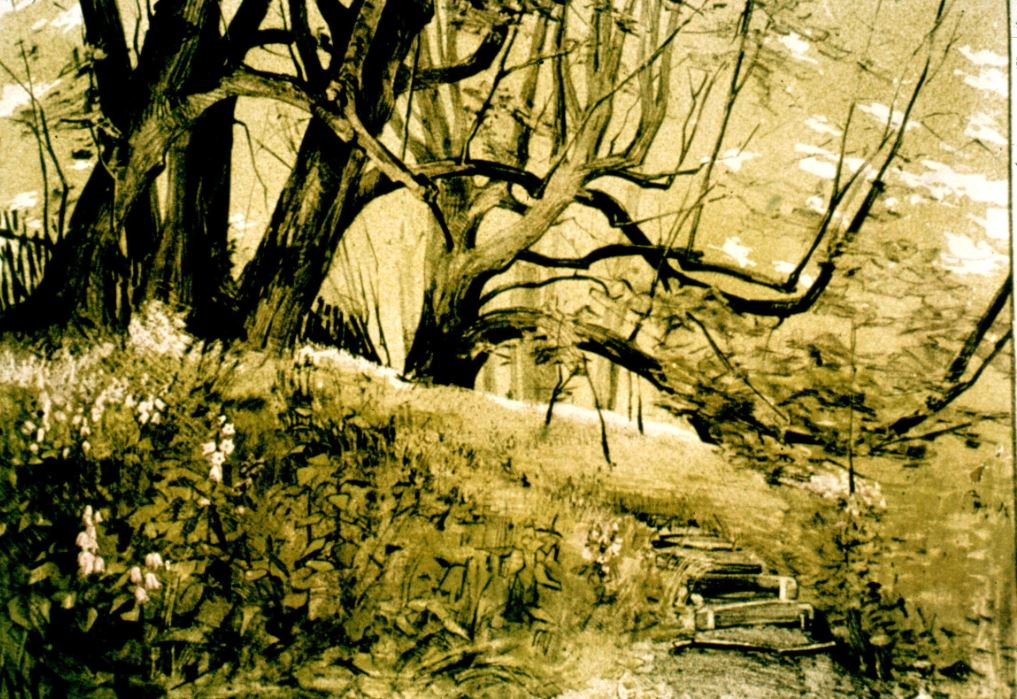
Lithographie "Wald von Warnicken" Samlandküste, von Helene Neumann 42 × 30 cm

Die Motive ihrer Radierungen, Lithographien und Aquarelle entnahm Helene Neumann überwiegend dem Samland mit seiner Steilküste, der Nehrungslandschaft, der Stadt Königsberg, sowie Masuren. Entsprechend ihrem sozialen Engagement (s. u.) stellte sie häufig den arbeitenden Menschen dar. Hier wurde sie beeinflusst von der Königsbergerin Käthe Kollwitz, indem sie häufig soziale Themen aufgriff, den arbeitenden Menschen, die Armen und die Alten in der Gesellschaft. Für ein Zusammentreffen mit Käthe Kollwitz in deren Königsberger Zeit (1861–1891) war H. Neumann zu jung, zumindest ist diesbezüglich nichts überliefert.
Demgegenüber erhielt sie in Rauschen nicht nur Besuch aus der Kunstszene der „Künstlerkolonie Nidden“, sondern u. a. auch von Agnes Miegel:

„Aber unvergänglich im strahlenden Sonnenlicht eines Augusttages über unserem blauen See (Mühlenteich) steht vor mir ein anderes Bild: Auf der Schwelle des kleinen Haidehauses in Rauschen, um das der Wind den Duft der Lupinen und des blühenden Heidekrauts trägt, stehe ich neben Helene Neumann, der Schülerin Wolffs, die am vertrautesten den sanften Zauber dieser Küstenlandschaft in ihren Blättern bannte.“

Eine große Anzahl ihrer „Originalsteinzeichnungen“ wurde als Postkartenserien in den Jahren 1908–1920, sowie ab 1934 bei H.Schwarz bzw. A.Wilutzky aufgelegt. Zu einer zwischenzeitlich vergriffenen Neuauflage der Serie mit 16 Postkarten kam es 1993 beim Rautenberg-Verlag, Leer/Ostfr.

## Ausstellungen
Schon zu Lebzeiten wurden Helene Neumanns Werke auf Ausstellungen des Königsberger Kunstvereins, der dortigen Kunstakademie und der Kunstgalerie Teichert gezeigt, sowie 1912 in der „Großen Berliner Ausstellung“. Hier war H. Neumann mit zwei Bildern vertreten neben Marie Seeck, Kurt Dietrich Losch, Eduard Anderson und Maria Lahrs. Weitere Ausstellungen mit Bildern von Neumann: „Erste Internationale Graphische Kunstausstellung Leipzig 1914“ und in der Kunsthalle Königsberg zum 3. Mai 1914 „Die Kurische Nehrung in der Kunst“
Die Nachkriegsausstellungen:
- 1976/77 Nidden und die Kurische Nehrung, Altonaer Museum Hamburg
- 1977 „Nidden und die Kurische Nehrung“ in der Ostdeutschen Galerie Regensburg
- 1994 Staatliche Kunstgalerie Kaliningrad
- 1994/1995 Museum Stadt Königsberg in Duisburg
- 1999 Brachert-Museum in Georgenswalde-Ostradnoje/Russland
- 2005 Kunstgalerie Kaliningrad zur 750-Jahr-Feier der Stadt Königsberg-Kaliningrad
- 2006 „Die Kurische Nehrung“ im Museum Stadt Königsberg, Duisburg

## Soziale Tätigkeit

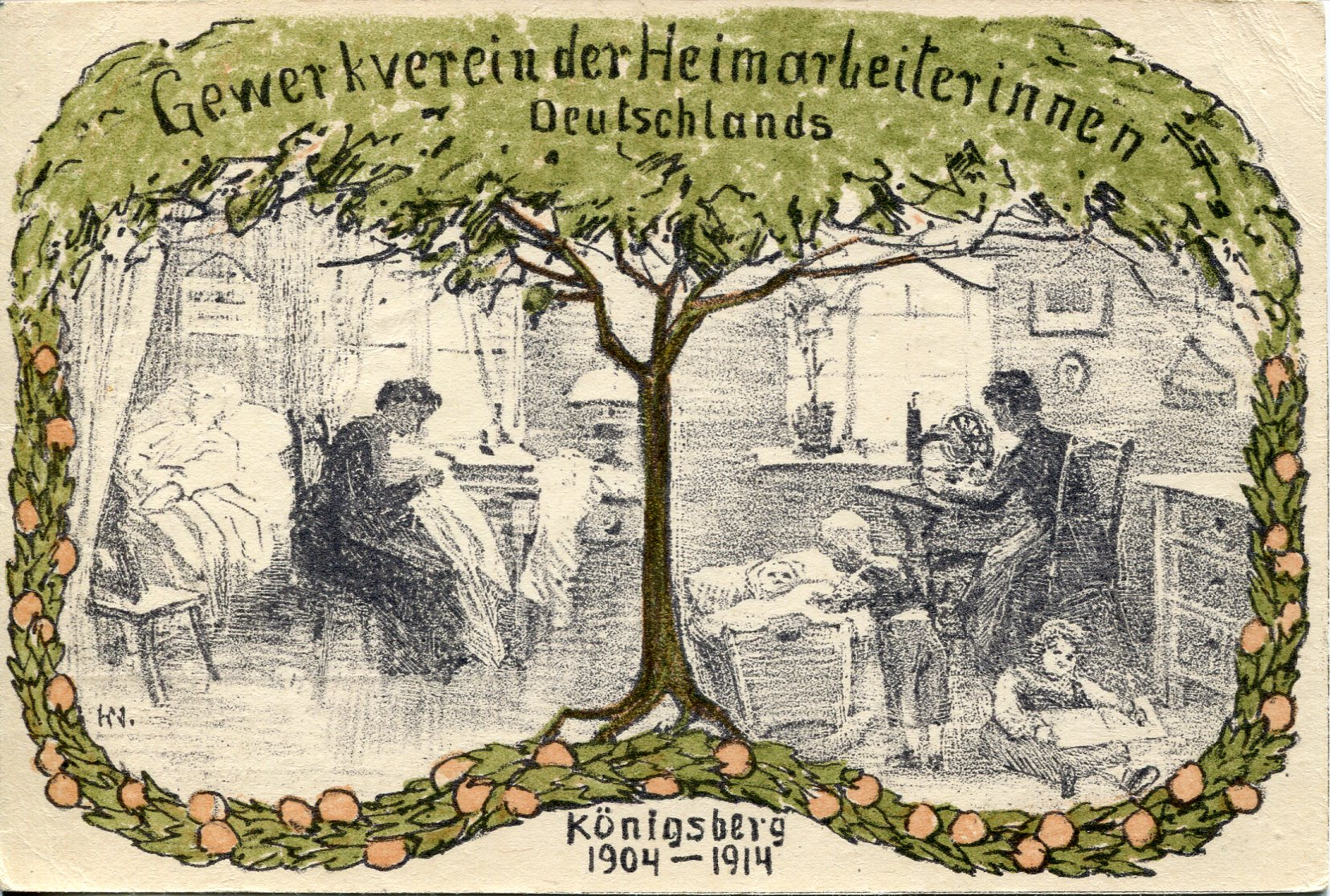
Original-Steinzeichnung als Postkarte von Helene Neumann

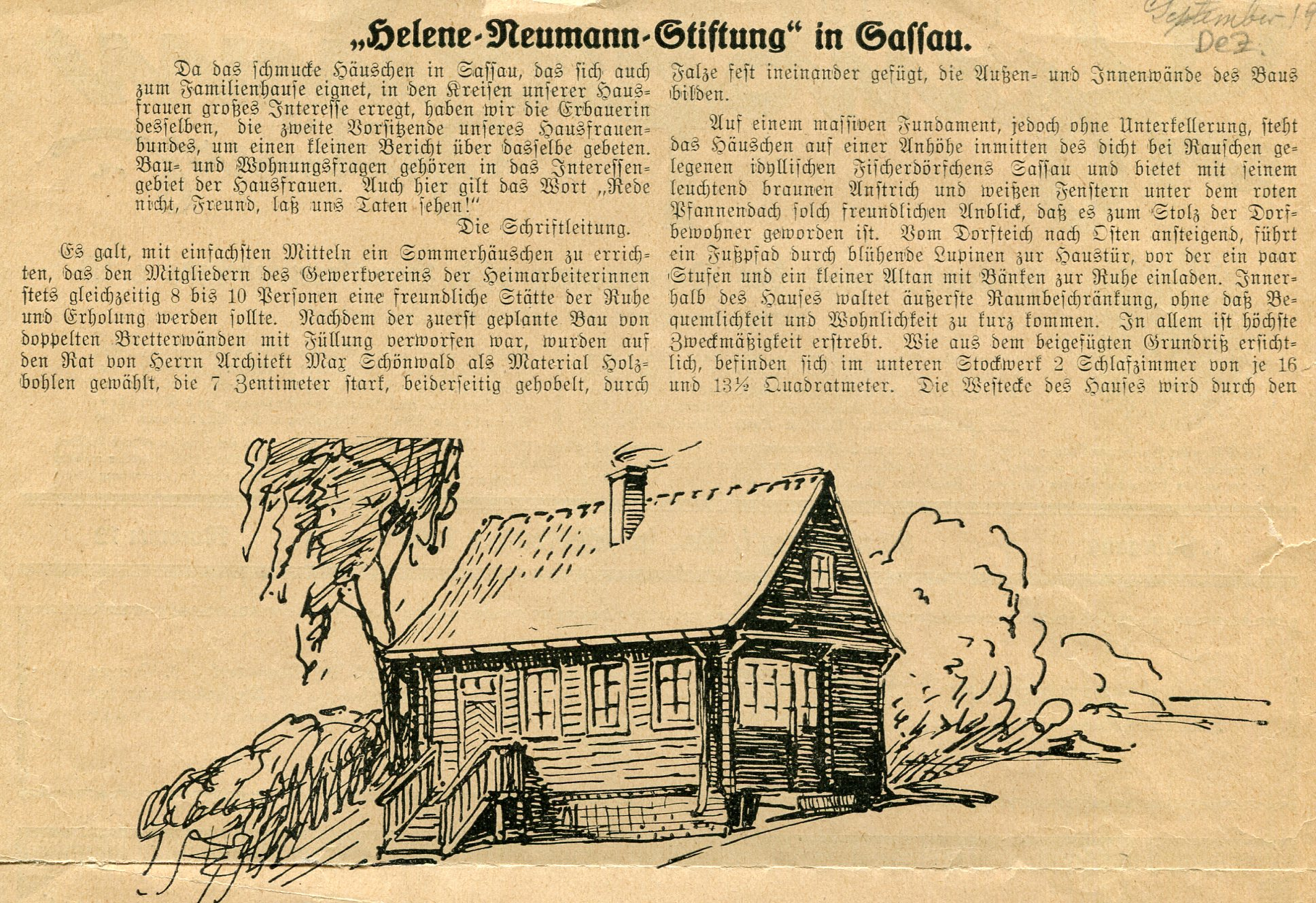
Helene Neumann Erholungsheim in Sassau, Samland-Ostpreußen

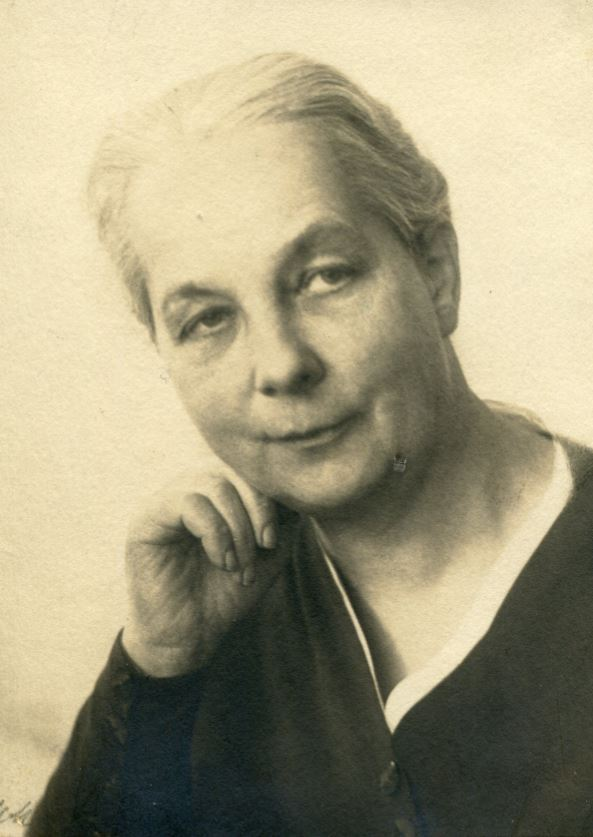
Helene Neumann vor 1930 handelte 1906 erstmals einen Tarifabschluss für Heimarbeiterinnen aus

Helene Neumann wandte sich 1903 nach dem Tod der Mutter und dem Umzug ins eigene Haus in Rauschen sozialen Aufgaben zu. Sie gründete 1904 den „Gewerkverein der Heimarbeiterinnen“ (1904–1914) in Rauschen, dessen Vorgänger wenige Jahre zuvor von ihrer Freundin Margarete Behm (1860–1929) in Berlin aufgebaut worden war. Erstmals für Deutschland handelte Helene Neumann um 1906 mit den Abnehmern der in Heimarbeit von den Hausfrauen genähten Textilien (hier beispielsweise mit einem Schirmfabrikanten) erste tarifliche Lohnzahlungen für Heimarbeiterinnen aus.
„Mit viel größerer Freude und Genugtuung blicken wir auf die Tarifverträge, die in der zweiten Hälfte des Mai 1906 durch Vermittlung unserer Organisation in der Königsberger Schirmindustrie zustandegekommen sind“.
Damit nahm Helene Neumann gewerkschaftliche Funktionen wahr.
Der Verein war Mitglied im Deutschen Heimarbeiter- und Hausgehilfenverband.
H. Neumann unterstützte die Heimarbeiterinnen mit solch einem Engagement, dass sie um 1906 mit Hilfe der Familie gegründeten „Helene Neumann–Stiftung“ in Sassau auf Samland ein Erholungsheim errichtete. (Abb).
Dieses „Helene Neumann-Haus“ für Heimarbeiterinnen diente dazu, die Mehrfachbelastung der Heimarbeiterinnen für eine kurze Zeit zu lindern. Das Haus öffnete jeden Sommer seine Pforten, um den Frauen Ruhe, Erholung und neue Kraft zu verschaffen. Das Haus wurde 1914 vom Königsberger Hausfrauenbund Olga Friedemanns übernommen und diente weiterhin Heimarbeiterinnen als Erholungsheim.
1914 führten Margarete Behm und Helene Neumann Olga Friedemann (1857–1935) in das Umfeld der notleidenden Hausfrauen und Heimarbeiterinnen ein. Friedemann und Neumann gelang es, den „Königsberger Hausfrauenbund“ zu gründen, in dem Neumann 2. Vorsitzende und Kassenprüferin wurde.
In diesen Verein wurden die „gestandenen“ ostpreußischen Vereine, d. h. der „Gewerkverein der Heimarbeiterinnen“ von Helene Neumann, der „Königsberger Verein Frauenwohl“ von Pauline Bohn und teilweise der „Landwirtschaftliche Hausfrauenverein“ von Elisabet Böhm eingegliedert werden.
Da brach der Erste Weltkrieg aus. Sofort organisierten die Olga Friedemann und Helene Neumann über den Hausfrauenbund die „Mittelstandsküche Hufen“ als Kriegseinrichtung zur Beköstigung der Bedürftigen.
Nach dem Krieg trat der Königsberger Hausfrauenbund in die „Vereinigung Ostdeutscher Hausfrauenbünde“ ein, wobei Helene Neumann hier die Rechnungsführung für alle ostpreußischen Verein übernahm. Schließlich trat der Verein 1919 mit seinen vielen oben erwähnten ostdeutschen Hausfrauenvereinen dem „Reichsverband Deutscher Hausfrauenvereine“ (RDH) (1915–1935) bei, in dem Helene Neumann im Ausschuss für Bau- und Wohnungszwecke von 1921 bis 1935 ihre Erfahrungen aus Ostpreußen einbrachte.
1927 vertrat Helene Neumann den RDH als Rechnungsführerin auf dem internationalen Kongress für hauswirtschaftlichen Unterricht in Rom. Olga Friedemann und Helene Neumann hatten einen so entscheidenden Einfluss in Berlin, dass sie den „Beruf der Hauswirtschaftslehre“ anerkannt bekamen: 1926 wurde über den „Königsberger Hausfrauenbund“ im RDH die staatlich anerkannte Prüfung zur „Meisterin der Hauswirtschaft“ erstmals für ganz Deutschland abgenommen.
Auch wurde von Königsberg das „Berufsausbildungsgesetz“, das „Arbeitsnachweisgesetz“ und das „Lebensmittelgesetz“ im RDH übernommen.
Beide Frauen gaben die „Ostdeutsche Hausfrauenzeitung“ heraus, wobei H. Neumann hier Schriftleiterin und Kassenprüferin war. In dieser Verbandszeitschrift veröffentlichte sie regelmäßig zu Themen ihrer Interessengebiete (Literatur).
Über den Königsberger Hausfrauenbund leitete sie die „Königsberger Wohnungskommission“ und organisierte Veranstaltungen und Ausstellungen (s. u.).
Hierzu schrieb Olga Friedemann in einer Helene Neumann zu ihrem 60. Geburtstag gewidmeten Ausgabe der „Ostdeutschen Hausfrauenzeitung“: „Helene Neumann beherrschte die Rechnungsführung in den weitverzweigten Betrieben der Städtischen- und der Provinzialorganisationen und löste Probleme der vereidigten Bücherrevisoren. Als begabte und gewandte Rednerin lenkte sie die Aufmerksamkeit auf dem internationalen Kongreß für Hauswirtschaftlichen Unterricht in Rom (1927) auf die in Ostpreußen gegründete und geführte hauswirtschaftliche Berufsausbildung.“
Nach dem Tode Olga Friedemanns 1935 führte Helene Neumann die Geschäfte des "Königsberger Hausfrauenbundes" weiter. Neue 1. Vorsitzende wurde Dora Schlochow, die zum 1. Januar 1936 sämtliche im „Reichsverband Deutscher Hausfrauenvereine“ eingetragenen Vereine auflöste und es den Mitgliedern anheimstellte, dem neuen, nationalsozialistischen „Deutschen Frauenwerk“ beizutreten.
Mit dem Erlöschen der nicht-nationalsozialistischen Hausfrauenverbände in ganz Deutschland legte Helene Neumann alle ehrenamtlichen Aufgaben nieder und wirkte auch im „Frauenwerk“ nicht mehr in leitender Funktion mit. Sie schreibt: „Mag ein frischer Wind die Fußspuren [der ostpreußischen Hausfrauenvereine] verwehen. Mögen neue Zeiten neue Formen bilden, wenn nur in aller Zukunft der Geist erhalten bleibt.“
Das von Kunst und gewerkschaftlicher Tätigkeit geprägte Leben Helene Neumanns kann niemand besser schildern als Olga Friedemann:
„Weit aber hinaus über Leistung und Begabung leuchtet die schlichte, immer nur fremde Verdienste anerkennende Anspruchslosigkeit ihres Wesens, die Lauterkeit ihres Willens und die Selbstlosigkeit ihres Handelns.“
Helene Neumann verstarb am 2. Juni 1942 an den Folgen eines Schlaganfalls. Die Urne wurde auf dem Friedhof in Rauschen beigesetzt. Eine staatliche oder städtische Ehrung wurde ihr zu Lebzeiten nie zuteil. Dafür fand ihr künstlerisches Lebenswerk internationale Anerkennung.

## Werke

### Veröffentlichungen in derOstdeutschen Hausfrauenzeitung(OHZ)
- 1926 Helene Neumann-Stiftung, OHZ Jg. 1, Nr. 12 (1926), S. 12
- 1927 Rossitten und Ferienfahrt in Vergangene Zeiten OHZ, Jg. 2, Nr. 5 (127), S. 4,5
- 1928 Skizzen aus Rom, Kgb Frauenblatt, 3.Beil. Kbg.Allg.Ztg. Nr. 53, Titelblatt S. 1.
- 1929 Landfraueninteressen auf der Techn. Tagung für Bauwirtschaft und "Wirtschaftliches Bauen in Berlin", OHZ, Jg. 4, Nr. 5 (1929) S. 2; Aus Nr. 10 und Nr. 12: Themen der Landesbaukommission
- 1930 Siedlungsfragen in Ostpreußen, Aus der Landesbaukommission der Vereinigung Ostdeutscher Hausfrauenbünde, OHZ, Jg. 5, Nr. 1, S. 3;-- Nr. 3, S. 2;-- und Nr. 11, S. 2
- 1931 Zur Berliner Bauausstellung, OHZ, Jg. 6, Nr. 8 (1931), S. 2
- 1932 Zur Bauausstellung Königsberg mit Grundrissen geteilter Großwohnungen vom 1. – 4. März 1932 OHZ, Jg. 7, Nr. 2 und Nr. 4, S. 3
- 1933 Siedlungen in Ostpreußen (geplant) OHZ, Jg. 8, Nr. 9, S. 1
- 1934 Heft zu Ehren Helene Neumann mit Aufs.Olga Friedemann, OHZ, Jg. 9, Nr. 4
- 1935 15 Jahre Vereinigung Ostdeutscher Hausfrauenbund, in: Ostdeutsche Hausfrauenzeitung, Jg. 10 (1935), Weihnachtssondernummer, S. 5.
- 1935 Olga Friedemann – Nachruf, OHZ, Jg. 10, Nr. 9 (1935), S. 2
- 1935 Abschied – letzte Ausgabe des OHZ, Jg. 10, Nr. 12 (1935) Titelblatt

### Weitere Veröffentlichungen und Vorträge
- Neumann, H.: "Helene-Neumann-Stiftung" in Sassau. Ostdeutsche Hausfrauenzeitung 1. Jg. Nr. 12 (1912), S. 2–3 mit Abb. und Grundrißzeichnungen des Erholungsheims
- Neumann, H.: Siedlungsfragen im Osten, Jahrbuch 1931 des Reichsverbandes Deutscher Hausfrauenvereine e.V. Jg. 7 Selbstverlag Berlin 1930, S. 147–153
- Helene Neumann: Hausgehilfinnen-Fragen im Osten, Vortrag zur 7. Arbeitstagung des Reichsverbandes Deutscher Hausfrauenvereine e.V. in Königsberg vom 23. – 27.6.1924 (Nur Titel aus dem Programm der Tagung; Ort: Archiv Franz Neumann-Stiftung Berlin. Vortragstext nicht veröffentlicht (?)).